# Recentste gemeenschappelijke voorouder
De recentste gemeenschappelijke voorouder (RGV), most recent common ancestor (MRCA) of last common ancestor (LCA) is het laatste individu in de afstammingsreeks dat een voorouder is van alle individuen van een verzameling organismen. De uitdrukking wordt ook veel gebruikt bij mensen. Richard Dawkins introduceerde hiervoor de Engelse uitdrukking concestor.
LUCA is de voorouder van alle hedendaagse organismen.
De RGV van een verzameling individuen kan soms bepaald worden door te refereren aan een bestaande afstammingslijn. In het algemeen is het onmogelijk om de daadwerkelijke RGV van een verzameling individuen te bepalen, maar wordt een schatting gemaakt van de tijd wanneer de RGV leefde. Zulke schattingen kunnen worden gebaseerd op DNA-tests en bekende mutatiesnelheden, of door gebruik te maken van een niet-genetisch genealogisch model.

## RGV van twee individuen
De recentste gemeenschappelijk patrilineaire (mannelijke lijn) voorouder van twee mannen, en de recentste gemeenschappelijke matrilineaire (vrouwelijke lijn) voorouder van twee mensen kan bepaald worden door genealogische DNA-testen. De testen maken gebruik van het DNA van de mitochondria in geval van matrilineaire afstamming en van het Y-chromosoom voor patrilineaire afstamming.

## RGV van alle levende mensen
Er is een onderscheid te maken tussen de algemene definitie van RGV, en de RGV van alle nu nog levende individuen van een verzameling. Het bestaan van een RGV van alle nog levende individuen is mogelijk zonder Adam-en-Eva-paar van eerste mensen (of ander moment in de geschiedenis waar nog maar weinig mensen zijn). De RGV van alle levende mensen kan samengaan met een grote menselijke bevolking (ten tijde van het leven van de RGV) wanneer een groot deel daarvan geen huidig levende afstammelingen heeft en de rest gemeenschappelijke voorouders zijn van een groot deel van de nu levende mensen.

### Patrilineaire en matrilineaire afstamming
De patrilineaire RGV van alle menselijke mannen, ook wel bekend als Y-chromosomale Adam, en de matrilineaire RGV van alle menselijke vrouwen, bekend als Mitochondriale Eva zijn door onderzoekers vastgesteld door genealogische DNA-testen. Van Eva wordt geschat dat ze ongeveer 150 000 jaar geleden leefde. Adam wordt geschat op 338 000 jaar geleden. Deze voorouders liggen verder in het verleden dan de RGV van alle nu levende mensen.

### Schattingen van tijd
Afhankelijk van het overblijven van geïsoleerde afstammingslijnen zonder menging door moderne migratie, daarbij lijnen die lange tijd in isolatie leefden (stammen uit Centraal-Afrika, Australië en eilanden in de Grote Oceaan) in ogenschouw nemend, wordt de RGV van de nog levende mensen geschat als komend uit de paleolithische periode.
De onderzoekers Rhode, Olson en Chang (2004) gebruikten een niet-genetisch model om tot een schatting te komen van een RGV die nog binnen de bekende geschiedschrijving valt (3e millennium v.Chr. tot het 1e millennium n.Chr.). Rhode (2005) verfijnde deze simulatie met parameters uit geschatte historische migraties en bevolkingsdichtheid. De conservatiefste parameters in dit model geven een schatting van het 6e millennium v.Chr., maar de gemiddelde schatting blijft in het 1e of 2e millennium v.Chr.. De uitleg hiervoor is dat hoewel het klopt dat de RGV uit de paleolithische periode kwam, sinds de tijd van de grote ontdekkingsreizigers van de 16e en 17e eeuw zoveel menging van afstammingslijnen gaf dat ook deze geïsoleerde lijnen nu voorouders uit de algemene lijn bevatten. De mogelijkheid blijft wel bestaan dat een enkele geïsoleerde bevolking zonder recent contact met de algemene lijn ergens bestaat, waardoor de datum van de RGV vele millennia terug zou lopen. Hoewel deze simulaties schattingen en kansen kunnen berekenen, kan het vraagstuk alleen definitief opgelost worden door elk levend individu genetisch te testen (of eventueel de voorouders hiervan, mits alle voorouders in een generatie nog aanwezig zijn).
Andere modellen genoemd door Rhode, Olson en Chang (2004) suggereren dat de RGV van West-Europeanen zo recent geleefd kan hebben als 1000 n.Chr. Hetzelfde artikel geeft verrassend recente schattingen voor het identieke voorouderpunt, de recentste tijd dat elk op dat moment levend persoon óf een voorouder van alle nu levende mensen was of voorouder van helemaal geen. Schatting zijn net zo onzeker, maar volgens Rhode (2005) ligt dit punt ruwweg tussen 15.000 en 5000 jaar geleden.

## RGV van andere soorten
De uitdrukking Recentste gemeenschappelijke voorouder kan natuurlijk ook voor andere soorten gebruikt worden. Dit concept wordt beschreven in Richard Dawkins' boek The Ancestor Tale.
Als we de menselijke evolutieboom terug volgen, komen we als eerste een gemeenschappelijke voorouder tegen met de soort die het dichtst bij ons ligt: de chimpansee en de bonobo. Dawkins schat dat dit 5 tot 7 miljoen jaar terug is.